# Cristina Luján
María Teresa Martín Iglesias más conocida como Cristina Luján (n. Salamanca, España), fue una escritora española, principalmente de más de 50 novelas rosas entre 1942 y 1966, aunque también escribió guiones radiofónicos e incluso "Almas dormidas" una obra teatral en colaboración con su hermana María Cecilia, también escritora. Algunas de sus novelas fueron traducidas al portugués.

### Como Cristina Luján
- El resurgir de una leyenda	(1942)
- El solitario de la casa gris	(1943)
- El amor llamó a mi puerta	(1944)
- En poder del maleficio	(1945)
- Duquesa entre semana 	(1946)
- Virginia	(1946)
- La herencia de los Monteluna	(1947)
- Una voz en las tinieblas	(1947)
- Extraña venganza	(1948)
- Lección de coquetería	(1948)
- Vale la pena vivir	(1948)
- El enemigo	(1949)
- La muchacha de la pimpinela	(1949)
- Mi vida le pertenece	(1949)
- Niebla en el alma	(1949)
- A Reno, por un divorcio	(1950)
- Al fin se abrió el camino	(1950)
- Historia de una pasión	(1950)
- La verdad sobre Julieta	(1950)
- Misión diplomática	(1950)
- Borrasca	(1951)
- Cuando el cariño es verdad	(1951)
- El amante invisible	(1951)
- Fiesta en palacio	(1951)
- Serenata	(1951)
- Sobre la cumbre	(1951)
- Sublime inquietud	(1951)
- Un corazón de mujer	(1951)
- Una sombra entre los dos	(1951)
- Los caminos de la felicidad	(1952)
- Mi adorable antepasado	(1952)
- Alma tenebrosa	(1953)
- Condesa Alixia	(1953)
- El secreto de Perla Eldridge	(1953)
- Camino difícil	(1954)
- El otro hermano	(1954)
- Hoy hace un año	(1954)
- La canción del amanecer	(1954)
- Mi fortuna es el amor	(1954)
- Viaje decisivo	(1954)
- Frente al odio	(1955)
- La muchacha de la isla	(1955)
- La peña del diablo	(1955)
- Hechizo	(1956)
- Tierra de ceniza	(1956)
- Desierto de nieve y fuego	(1957)
- La bella desconocida	(1957)
- Distinto a los otros	(1960)
- Silencio en sus labios	(1960)
- Cobarde silencio: El peñón de las ilusiones + El crisol de las ilusiones	(1960)
- El amor viene después	(1961)
- Un extraño en la ciudad	(1965)
- Un hombre entró en su vida	(1966)